# Lista światowego dziedzictwa UNESCO w Belize
Lista światowego dziedzictwa UNESCO w Belize – lista miejsc w Belize wpisanych na listę światowego dziedzictwa UNESCO, ustanowioną na mocy Konwencji w sprawie ochrony światowego dziedzictwa kulturowego i naturalnego, przyjętą przez UNESCO na 17. sesji w Paryżu 16 listopada 1972 i ratyfikowaną przez Belize 6 listopada 1990 roku.
Obecnie (stan na 2020 rok) na liście znajduje się jeden obiekt o charakterze przyrodniczym.
Na belizeńskiej liście informacyjnej UNESCO – liście obiektów, które Belize zamierza rozpatrzyć do zgłoszenia do wpisu na listę światowego dziedzictwa, znajduje się 0 obiektów (stan na 2020 rok).

## Obiekty na liście światowego dziedzictwa UNESCO
Poniższa tabela przedstawia belizeńskie wpisy na liście światowego dziedzictwa UNESCO:
Nr ref. – numer referencyjny UNESCO;
Obiekt – polskie tłumaczenie nazwy wpisu na liście wraz z jej angielskim oryginałem;
Położenie – miasto, gmina, region; współrzędne geograficzne;
Typ – klasyfikacja według Komitetu Światowego Dziedzictwa:
- kulturowe (K),
- przyrodnicze (P),
- kulturowo–przyrodnicze (K,P);

Rok wpisu – roku wpisu na listę;
Opis – krótki opis wpisu wraz z informacjami o jego zagrożeniu.
| Nr ref. | Obiekt                                                            | Zdjęcie | Położenie                                                 | Typ            | Rok  | Opis |
| ------- | ----------------------------------------------------------------- | ------- | --------------------------------------------------------- | -------------- | ---- | --- |
| 764     | Rezerwat rafy koralowej Belize Belize Barrier Reef Reserve System |         | Ambergris Caye 16°45′00″N 87°30′30″W/16,750000 -87,508333 | P (vii)(ix)(x) | 1996 | Obszar przybrzeżny Belize to wyjątkowy system składający się z najdłuższej rafy koralowej na półkuli północnej, przybrzeżnych atoli, kilkuset zatok, lasów namorzynowych, przybrzeżnych lagun oraz ujść rzek. Rafa koralowa Belize jest drugą największą rafą na świecie. W latach 2009–2018 była wpisana na listę dziedzictwa zagrożonego. |